# Aztlán 2da. Sección
Aztlán 2da. Sección är en ort i Mexiko.   Den ligger i kommunen Centro och delstaten Tabasco, i den sydöstra delen av landet, 700 km öster om huvudstaden Mexico City. Aztlán 2da. Sección ligger 3 meter över havet och antalet invånare är 324.
Terrängen runt Aztlán 2da. Sección är mycket platt. En vik av havet är nära Aztlán 2da. Sección åt sydost. Runt Aztlán 2da. Sección är det ganska tätbefolkat, med 155 invånare per kvadratkilometer. Närmaste större samhälle är Buena Vista 1ra. Sección, 5,5 km norr om Aztlán 2da. Sección. Trakten runt Aztlán 2da. Sección består till största delen av jordbruksmark.